# 10 marek 1943
10 marek 1943 – moneta dziesięciomarkowa getta łódzkiego, bita w aluminium i elektronie, wprowadzona do obiegu 27 grudnia 1943 r.

## Awers
Na tej stronie umieszczono gwiazdę Dawida, pod nią, z prawej strony napis „GETTO”, poniżej rok 1943, dookoła otok dwukreskowy, przeplatany gwiazdkami.

## Rewers
W centralnej części umieszczono nominał 10, pod nim napis „MARK”, na nominale falująca wstęga z napisem: „QUITUNG ÜBER”, dookoła otokowo napis „DER AELTESTE DER JUDEN •IN LITZMANNSTADT•”.

## Opis
Moneta była bita na terenie getta, w I Wydziale Metalowym (niem. Metallabteillung I) mieszczącym się przy ul. Łagiewnickiej 63, w elektronie lub aluminium, na krążku o średnicy ~28,3 mm, masie ~1,7 grama (elektron) lub 2,6–3,4 grama (aluminium), z rantem gładkim. Ze względu na duży nakład, do bicia dziesięciomarkówek wykorzystywano kilka par stempli. Liczę rozpoznanych odmian monet i stempli przedstawiono w tabeli:
| Lp. | Metal     | Liczba odmian stempli       | Liczba odmian monet |
| --- | --------- | --------------------------- | ------------------- |
| 1   | elektron  | 3 dla awersu, 3 dla rewersu | 4                   |
| 2   | aluminium | 20 stempli awersu i rewersu | 18                  |

W wielu opracowaniach, zarówno z lat siedemdziesiątych XX w. jak i współczesnych, monety bite w aluminium na cienkich krążkach (1,6–1,7 mm) i na grubych krążkach (2,1–2,2 mm), traktowane są jako odmiany.
W katalogach dwudziestowiecznych podawany jest nakład wszystkich odmian wynoszący 100 000 sztuk, jednak ostatni wpis w Kronice Getta Łódzkiego z dnia 28 lutego 1944 r., dotyczący dziesięciomarkówek, informuje o ponad 2 000 000 sztuk nakładu tej monety.